# Göblberg
Göbelsberg är ett berg i Österrike.   Det ligger i distriktet Vöcklabruck och förbundslandet Oberösterreich, i den centrala delen av landet, 210 km väster om huvudstaden Wien. Toppen på Göbelsberg är 791 meter över havet, eller 13 meter över den omgivande terrängen. Bredden vid basen är 0,50 km. Göbelsberg ingår i Hausruck.
Terrängen runt Göbelsberg är kuperad åt nordost, men åt sydväst är den platt. Närmaste större samhälle är Frankenburg, 4,3 km sydväst om Göbelsberg. 
I omgivningarna runt Göbelsberg växer i huvudsak blandskog. Runt Göbelsberg är det ganska tätbefolkat, med 120 invånare per kvadratkilometer.